# Petaloconchus lilandikike
Petaloconchus lilandikike is een slakkensoort uit de familie van de Vermetidae. De wetenschappelijke naam van de soort is voor het eerst geldig gepubliceerd in 2007 door Kelly.